# Valdeorras (Weinbaugebiet)
Valdeorras (span.: Goldenes Tal) ist ein spanisches Weinbaugebiet in der nordwestlichen Region Galicien und liegt nahe der portugiesischen Grenze. Rund 1.330 Hektar bestockter Rebflächen in Höhenlagen zwischen 200 und 300 msnm liegen in einem U-förmigen Gebiet beidseitig des Flusses Sil sowie seiner Nebenflüsse Xares, Bibei, Cigüeño und Casayo um O Barco de Valdeorras im Nordosten der Provinz Ourense. Im Tal des Sil und seiner Nebenflüsse überwiegt meist fruchtbares Schwemmland, im übrigen Gebiet findet man magere, mitteltiefe Böden auf schiefrigem oder kalkigem Untergrund.
Hauptanbauflächen verteilen sich auf die Ortschaften O Barco de Valdeorras (192 Hektar), Larouco (240 Hektar), A Rúa (252 Hektar), Vilamartín de Valdeorras (212 Hektar), Petín (128 Hektar), Rubiá (153 Hektar), Carballeda de Valdeorras (14 Hektar) und O Bolo (120 Hektar). Die maximalen Hektarerträge liegen je nach Lage bei 56–70 Hektoliter/Hektar.
Seit Juli 1957 verfügt das Gebiet über den Status einer D.O. Die Vorschriften werden im Allgemeinen streng überwacht. Im Jahrgang 2003 wurden fast 50 % der geernteten Menge nicht für die Appellation zugelassen.
Siehe auch den Artikel Weinbau in Spanien.

## Klima
Valdeorras ist die wärmste und trockenste Zone innerhalb Galiciens, mit einem atlantischen Klima, das aber vom kontinentalen Binnenklima stark beeinflusst ist. Die jährliche Durchschnittstemperatur liegt bei 11 °C, und im Schnitt fallen hier zwischen 800 und 1000 mm Niederschlag pro Jahr. Die mittlere Sonnenscheindauer liegt bei 2700 Stunden/Jahr.

## Weine
Innerhalb des Weinbaugebiets sind alle Weintypen zugelassen. Internationale Berühmtheit erlangte das Gebiet durch die weiße Rebsorte Godello, die durch die Reblaus fast verschwunden war. Die spritzigen Weißweine dieser seltenen Sorte wurde hier wiederentdeckt. Weitere weiße Sorten sind Palomino und Doña Blanca. Die Sorte Palomino ist dabei die meistangebaute Sorte.
Die Rotweine werden hauptsächlich aus der Sorte Mencía gekeltert und teilweise auch mit Garnacha, Cabernet Sauvignon, Gran Negro und Merenzao (auch María Ardoña genannt) verschnitten. Seit dem Jahr 2003 sind auch die Rebsorten Albarello, Tempranillo und Negreda zugelassen.
Als Unterlagsrebe wird im Allgemeinen die Sorte Rupestris de Lot eingesetzt.

## Regulierungsbehörde
Die Einhaltung der Produktionsbestimmungen werden durch die lokale Regulierungsbehörde, Consejo Regulador überwacht.
- Consejo Regulador D.O. Valdeorras
- Ctra. Nacional 120, km 463
- 32340 Vilamartin de Valdeorras/Ourense